# Kusinijja
Kusinijja (arab. كوسنيا) – wieś w Syrii, w muhafazie Aleppo. W 2004 roku liczyła 853 mieszkańców.